# 光榮母親勳章

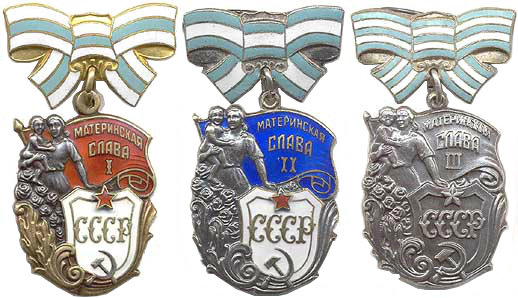

光荣母亲勋章（俄语：Орден «Материнская слава»）是苏联最高苏维埃主席团於1944年7月8日颁布法令设立的勋章。同一系列的勋奖章包括了英雄母亲勋章、母亲勋章和光荣母亲勋章。
光荣母亲勋章分为一、二、三级，均没有勋略。

## 授予条件
根据苏维埃最高主席团的命令，于1944年7月8日设立，后來分別在1947年12月16日、1973年5月28日及1980年5月28日修改勋章条例。
一级：授予养育了9名子女的母亲
二级：授予养育了8名子女的母亲
三级：授予养育了7名子女的母亲

## 外观
一级勋章图案左上部为一位抱着孩子的母亲，下由玫瑰花衬托，玫瑰花下是金色的叶子，背景是一面由红色珐琅制成写有俄文“Материнская слава”（光荣母亲）的红旗，红旗的下面是表示勋章级别的数字，一级为“I”二级为“II”三级为“III” 。在旗帜下方是覆盖有白色珐琅的盾牌图案，盾牌顶部有红星图案，盾牌底部是镰刀锤子图案，盾牌中央有代表苏维埃社会主义共和国联盟的俄文“CCCP”字样。三个等级的光荣母亲勋章图案均相同，区别是颜色不同，二级光荣母亲勋章的旗帜图案为蓝色，叶子没有镀金。三级光荣母亲勋章的盾牌旗帜和五星未漆珐琅，叶子同样没有镀金。